# Dubnói katonai repülőtér
A Dubnói katonai repülőtér (ukránul: Авіабаза Дубно, magyar átírásban: Aviabaza Dubno), más néven Dubno-Északkelet (Дубно північно-східний) repülőtér Ukrajna Rivnei területén. Dubnótól 7 km-re északkeletre, Privilne falu szomszédságában, az M 06-os autóút mellett helyezkedik el. Az 1990-es évek eleje óta nem üzemel.

## Története
Építését 1960-ban kezdték el, 1961-ben helyezték üzembe. A repülőteret a Szovjet Légierő használta, a 14. Légi Hadsereg kötelékébe tartozó 947. szevasztopoli vadászrepülő ezred (kódszáma: 15558) állomásozott ott. Az ezred kezdetben MiG–17-es, MiG–19-es, az 1970-es évek közepétől Szu–7, majd később, 1987-től  Szu–24-es vadászbombázókkal volt felszerelve. 1990-ben 30 db Szu–24 állomásozott ott. A Szovjetunió felbomlása után az ukrán fennhatóság alá került repülőtéren állomásozó és az Ukrán Légierő kötelékébe tartozó ezredet 2001-ben feloszlatták, a repülőteret bezárták, az ott tárolt és még üzemképes repülőgépeket a lucki katonai repülőtérre telepítették át. 2019-ben jelentek meg hírek arról, hogy ismét üzembe helyezik a repülőteret. 2020-ban elkezdték a futópálya felújítását.

## Jellemzői
A repülőtér egy 2,5 km hosszú, 40 m szélességű, betonlapokból épített kifutópályával, repülőgép-fedezékekkel, állóhelyekkel és az ezeket összekötő gurulóutakkal rendelkezik. A repülőtér kb. 50 vadász- és vadászbombázó repülőgép kiszolgálására volt alkalmas.
A 947. vadászbombázó ezred egyik kiselejtezett MiG–19P repülőgépét használták fel a második világháború elején lelőtt Ivan Ivanov repülő emlékművéhez, amely az M 06-os főút Dubnót északról elkerülő szakasza mellett található.